# Peter Bašista
Peter Bašista (* 6. dubna 1985, Prešov) je slovenský fotbalový obránce.

## Klubová kariéra
Svoji fotbalovou kariéru začal v MFK Slovan Sabinov. V průběhu mládeže zamířil do 1. FC Tatran Prešov. V klubu se v roce 2001 propracoval do prvního týmu. V Mars superlize debutoval v polovině července 2001 ve věku 16 let a 98 dní, čímž se stal nejmladším hráčem v historii slovenské nejvyšší ligy.
Následně přestoupil nejprve do FC Steel Trans Ličartovce a poté do MŠK Žilina. V roce 2005 se stal hráčem MFK Košice. O tři roky později přestoupil do českého týmu AC Sparta Praha, obratem byl poslán na hostování do 1. FC Tatran Prešov. V létě 2012 se po skončení hostování v Tatranu a konci smlouvy ve Spartě vrátil do Košic. V sezóně 2013/14 vyhrál s Košicemi slovenský fotbalový pohár, ve finále jeho mužstvo porazilo ŠK Slovan Bratislava 2:1. Díky tomu hrál ve 2. předkole Evropské ligy UEFA 2014/15 proti FC Slovan Liberec. Po sezóně 2014/15, kdy mužstvo administrativně sestoupilo do druhé slovenské ligy, v Košicích skončil. V červenci 2015 odešel do druholigového slovenského klubu TJ Iskra Borčice, dohodl se na půlročním angažmá. V týmu se sešel s Jánem Novákem, se kterým působil v Košicích.

V únoru 2017 podepsal půlroční kontrakt s polským třetiligovým klubem Polonia Bytom. V únoru 2018 odešel do klubu Stal Rzeszów, a v července 2019 do klubu Wólczanka Wólka Pełkińska